# 特拉茨貝格山
48°11′6″N 16°15′58″E / 48.18500°N 16.26611°E
特拉茨貝格山（德語：Trazerberg），是奧地利的山峰，位於該國東北部，由維也納負責管轄，屬於維也納林山的一部分，海拔高度277米，山坡上的別墅建於1880年。